# Ally Wollaston
Ally Wollaston (Auckland, 4 de janeiro de 2001) é uma ciclista neozelandesa.

## Início da vida
Wollaston nasceu em 4 de janeiro de 2001 em Auckland, Nova Zelândia. Ela é a mais nova de três irmãs; sua irmã Nina ganhou medalha na Copa do Mundo de ciclismo de estrada em 2019. Ela cresceu em Auckland, mas depois se mudou para Waikato. Ela começou a andar de bicicleta por meio de sua família, pois eles estavam ajudando no time de ciclismo da St Peter's School. Wollaston foi educada na St Peter's School e, em 2024, é uma estudante de direito em meio período na Universidade de Waikato.

## Carreira
Wollaston fez parte da equipe da Nova Zelândia que venceu a corrida de perseguição por equipe em Hong Kong como parte da Copa do Mundo de Ciclismo de Pista UCI de 2019-20. Ela também ganhou o ouro na perseguição individual no Campeonato Mundial de Ciclismo de Pista Júnior UCI de 2019.
Wollaston começou a correr profissionalmente na estrada pela NXTG Racing em agosto de 2021. Em janeiro de 2022, Wollaston venceu o campeonato nacional de critério. Ela então foi se juntar à sua equipe na Europa e obteve sua primeira vitória pela equipe no Grand Prix du Morbihan em 14 de maio de 2022.
Wollaston foi selecionada para representar a Nova Zelândia nos Jogos da Commonwealth de 2022. No entanto, ela caiu e machucou o pulso durante a segunda etapa do Tour de France Femmes de 2022 e não pôde competir nos Jogos da Commonwealth.
Wollaston começou a temporada de 2024 em boa forma e venceu uma etapa do Tour Down Under em fevereiro. Ela desenvolveu problemas no joelho, porém, que exigiram cirurgia no final de março. Depois de ter perdido os Jogos da Commonwealth de 2022, isso trouxe medos de também perder as Olimpíadas de Verão de 2024 em Paris, mas a recuperação foi boa. Em junho, ela venceu duas etapas da Volta a Catalunya na Espanha.
Nas Olimpíadas de Paris, Wollaston ganhou a prata na perseguição por equipes (ao lado de Nicole Shields, Bryony Botha e Emily Shearman) e uma medalha de bronze no omnium.
No Campeonato Mundial de Ciclismo de Pista UCI de 2024 em Ballerup, Dinamarca, Wollaston se tornou o primeiro ciclista neozelandês a ganhar dois títulos de campeonato mundial no mesmo campeonato mundial de pista, ganhando medalhas de ouro na corrida de eliminação e no omnium bem como bronze na corrida scratch.